# Pierre Marti
 (juin 2023).
La mise en forme du texte ne suit pas les recommandations de Wikipédia : il faut le « wikifier ».
Les points d'amélioration suivants sont les cas les plus fréquents. Le détail des points à revoir est peut-être précisé sur la page de discussion.
- Les titres sont pré-formatés par le logiciel. Ils ne sont ni en capitales, ni en gras.
- Le texte ne doit pas être écrit en capitales (les noms de famille non plus), ni en gras, ni en italique, ni en « petit »…
- Le gras n'est utilisé que pour surligner le titre de l'article dans l'introduction, une seule fois.
- L'italique est rarement utilisé : mots en langue étrangère, titres d'œuvres, noms de bateaux, etc.
- Les citations ne sont pas en italique mais en corps de texte normal. Elles sont entourées par des guillemets français : « et ».
- Les listes à puces sont à éviter, des paragraphes rédigés étant largement préférés. Les tableaux sont à réserver à la présentation de données structurées (résultats, etc.).
- Les appels de note de bas de page (petits chiffres en exposant, introduits par l'outil «  Source ») sont à placer entre la fin de phrase et le point final[comme ça].
- Les liens internes (vers d'autres articles de Wikipédia) sont à choisir avec parcimonie. Créez des liens vers des articles approfondissant le sujet. Les termes génériques sans rapport avec le sujet sont à éviter, ainsi que les répétitions de liens vers un même terme.
- Les liens externes sont à placer uniquement dans une section « Liens externes », à la fin de l'article. Ces liens sont à choisir avec parcimonie suivant les règles définies. Si un lien sert de source à l'article, son insertion dans le texte est à faire par les notes de bas de page.
- La présentation des références doit suivre les conventions bibliographiques. Il est recommandé d'utiliser les modèles {{Ouvrage}}, {{Chapitre}}, {{Article}}, {{Lien web}} et/ou {{Bibliographie}}. Le mode d'édition visuel peut mettre en forme automatiquement les références.
- Insérer une infobox (cadre d'informations à droite) n'est pas obligatoire pour parachever la mise en page.

Pour une aide détaillée, merci de consulter Aide:Wikification.
Si vous pensez que ces points ont été résolus, vous pouvez retirer ce bandeau et améliorer la mise en forme d'un autre article.
Pierre Marti, né à Montbéliard (Franche-Comté) le 26 avril 1891, mort à Toulon le 5 décembre 1938 et inhumé à Valentigney, ingénieur hydrographe. Ses recherches en collaboration avec le professeur Langevin et Florisson, le mettent, à la veille de la Seconde Guerre mondiale, à l'origine du sondage des profondeurs marines par le son puis par l'ultrason. Ses appareils furent réalisés dans la fabrique de son père Samuel Marti à Montbéliard.
À cette époque, la majeure partie des bâtiments de la flotte nationale furent équipés avec ses appareils, ainsi que nos plus grands paquebots, dont le Normandie Cette invention permettait de déceler à distance les fonds marins dangereux, de détecter la présence des sous-marins et plus pacifiquement d'équiper les bateaux de pêche à la recherche des bancs de poissons.
La plupart des cartes marines française et étrangères ont été rectifiées ou réalisées d'après les travaux de Pierre Marti dont certaines expériences furent mises au point sur la Lizaine.

## Biographie

### Famille et œuvres
| MARTI Samuel né le 20/19/1811 à Langenthal, marié le 01/04/1851 (25) et décédé le 13/07/1869 à Montbéliard. Manufacturier | MARTI Samuel né le 20/19/1811 à Langenthal, marié le 01/04/1851 (25) et décédé le 13/07/1869 à Montbéliard. Manufacturier | MARTI Samuel né le 20/19/1811 à Langenthal, marié le 01/04/1851 (25) et décédé le 13/07/1869 à Montbéliard. Manufacturier | MARTI Samuel né le 20/19/1811 à Langenthal, marié le 01/04/1851 (25) et décédé le 13/07/1869 à Montbéliard. Manufacturier | MARTI Samuel né le 20/19/1811 à Langenthal, marié le 01/04/1851 (25) et décédé le 13/07/1869 à Montbéliard. Manufacturier | MARTI Samuel né le 20/19/1811 à Langenthal, marié le 01/04/1851 (25) et décédé le 13/07/1869 à Montbéliard. Manufacturier |                                                    |                                                    |                                                    |                                                    | MASSON Camille née le 26/02/1828 à Abbévillers, mariée le 01/04/1851/ à Montbéliard et décédée le 07/03/1897 à Montbéliard. Industrielle | MASSON Camille née le 26/02/1828 à Abbévillers, mariée le 01/04/1851/ à Montbéliard et décédée le 07/03/1897 à Montbéliard. Industrielle | MASSON Camille née le 26/02/1828 à Abbévillers, mariée le 01/04/1851/ à Montbéliard et décédée le 07/03/1897 à Montbéliard. Industrielle    | MASSON Camille née le 26/02/1828 à Abbévillers, mariée le 01/04/1851/ à Montbéliard et décédée le 07/03/1897 à Montbéliard. Industrielle | MASSON Camille née le 26/02/1828 à Abbévillers, mariée le 01/04/1851/ à Montbéliard et décédée le 07/03/1897 à Montbéliard. Industrielle | MASSON Camille née le 26/02/1828 à Abbévillers, mariée le 01/04/1851/ à Montbéliard et décédée le 07/03/1897 à Montbéliard. Industrielle |  |  |  |  |  |  | GROSJEAN Jules né le 10/12/1830 à Paris (75) et décédé le 19/09/1901 à Montbéliard. Haut fonctionnaire | GROSJEAN Jules né le 10/12/1830 à Paris (75) et décédé le 19/09/1901 à Montbéliard. Haut fonctionnaire | GROSJEAN Jules né le 10/12/1830 à Paris (75) et décédé le 19/09/1901 à Montbéliard. Haut fonctionnaire | GROSJEAN Jules né le 10/12/1830 à Paris (75) et décédé le 19/09/1901 à Montbéliard. Haut fonctionnaire | GROSJEAN Jules né le 10/12/1830 à Paris (75) et décédé le 19/09/1901 à Montbéliard. Haut fonctionnaire           | GROSJEAN Jules né le 10/12/1830 à Paris (75) et décédé le 19/09/1901 à Montbéliard. Haut fonctionnaire           | | | | | BLANCHET Emma Suzanne né en 1834 | BLANCHET Emma Suzanne né en 1834 | BLANCHET Emma Suzanne né en 1834 | BLANCHET Emma Suzanne né en 1834 | BLANCHET Emma Suzanne né en 1834 | BLANCHET Emma Suzanne né en 1834 |  |  |  |  |  |  |  |  |  |  |  |  |  |  |  |  |  |  |  |  |  |  |
| MARTI Samuel né le 20/19/1811 à Langenthal, marié le 01/04/1851 (25) et décédé le 13/07/1869 à Montbéliard. Manufacturier | MARTI Samuel né le 20/19/1811 à Langenthal, marié le 01/04/1851 (25) et décédé le 13/07/1869 à Montbéliard. Manufacturier | MARTI Samuel né le 20/19/1811 à Langenthal, marié le 01/04/1851 (25) et décédé le 13/07/1869 à Montbéliard. Manufacturier | MARTI Samuel né le 20/19/1811 à Langenthal, marié le 01/04/1851 (25) et décédé le 13/07/1869 à Montbéliard. Manufacturier | MARTI Samuel né le 20/19/1811 à Langenthal, marié le 01/04/1851 (25) et décédé le 13/07/1869 à Montbéliard. Manufacturier | MARTI Samuel né le 20/19/1811 à Langenthal, marié le 01/04/1851 (25) et décédé le 13/07/1869 à Montbéliard. Manufacturier |                                                    |                                                    |                                                    |                                                    | MASSON Camille née le 26/02/1828 à Abbévillers, mariée le 01/04/1851/ à Montbéliard et décédée le 07/03/1897 à Montbéliard. Industrielle | MASSON Camille née le 26/02/1828 à Abbévillers, mariée le 01/04/1851/ à Montbéliard et décédée le 07/03/1897 à Montbéliard. Industrielle | MASSON Camille née le 26/02/1828 à Abbévillers, mariée le 01/04/1851/ à Montbéliard et décédée le 07/03/1897 à Montbéliard. Industrielle    | MASSON Camille née le 26/02/1828 à Abbévillers, mariée le 01/04/1851/ à Montbéliard et décédée le 07/03/1897 à Montbéliard. Industrielle | MASSON Camille née le 26/02/1828 à Abbévillers, mariée le 01/04/1851/ à Montbéliard et décédée le 07/03/1897 à Montbéliard. Industrielle | MASSON Camille née le 26/02/1828 à Abbévillers, mariée le 01/04/1851/ à Montbéliard et décédée le 07/03/1897 à Montbéliard. Industrielle |  |  |  |  |  |  | GROSJEAN Jules né le 10/12/1830 à Paris (75) et décédé le 19/09/1901 à Montbéliard. Haut fonctionnaire | GROSJEAN Jules né le 10/12/1830 à Paris (75) et décédé le 19/09/1901 à Montbéliard. Haut fonctionnaire | GROSJEAN Jules né le 10/12/1830 à Paris (75) et décédé le 19/09/1901 à Montbéliard. Haut fonctionnaire | GROSJEAN Jules né le 10/12/1830 à Paris (75) et décédé le 19/09/1901 à Montbéliard. Haut fonctionnaire | GROSJEAN Jules né le 10/12/1830 à Paris (75) et décédé le 19/09/1901 à Montbéliard. Haut fonctionnaire           | GROSJEAN Jules né le 10/12/1830 à Paris (75) et décédé le 19/09/1901 à Montbéliard. Haut fonctionnaire           | | | | | BLANCHET Emma Suzanne né en 1834 | BLANCHET Emma Suzanne né en 1834 | BLANCHET Emma Suzanne né en 1834 | BLANCHET Emma Suzanne né en 1834 | BLANCHET Emma Suzanne né en 1834 | BLANCHET Emma Suzanne né en 1834 |  |  |  |  |  |  |  |  |  |  |  |  |  |  |  |  |  |  |  |  |  |  |
| | | | | | |                                                    |                                                    |                                                    |                                                    | | | | | | |  |  |  |  |  |  | | | | | | | | | | |                                  |                                  |                                  |                                  |                                  |                                  |  |  |  |  |  |  |  |  |  |  |  |  |  |  |  |  |  |  |  |  |  |  |
| | | | | Marti Auguste Samuel né le 20/09/1864 à Langenthal                                                                        | Marti Auguste Samuel né le 20/09/1864 à Langenthal                                                                        | Marti Auguste Samuel né le 20/09/1864 à Langenthal | Marti Auguste Samuel né le 20/09/1864 à Langenthal | Marti Auguste Samuel né le 20/09/1864 à Langenthal | Marti Auguste Samuel né le 20/09/1864 à Langenthal | | | | | | |  |  |  |  |  |  | | | | | GROS JEAN Elisabeth Suzanne Emma née le 05/02/1865 à Guebwiller (68) et décédée le 14/11/1888 à Montbéliard (25) | GROS JEAN Elisabeth Suzanne Emma née le 05/02/1865 à Guebwiller (68) et décédée le 14/11/1888 à Montbéliard (25) | GROS JEAN Elisabeth Suzanne Emma née le 05/02/1865 à Guebwiller (68) et décédée le 14/11/1888 à Montbéliard (25) | GROS JEAN Elisabeth Suzanne Emma née le 05/02/1865 à Guebwiller (68) et décédée le 14/11/1888 à Montbéliard (25) | GROS JEAN Elisabeth Suzanne Emma née le 05/02/1865 à Guebwiller (68) et décédée le 14/11/1888 à Montbéliard (25) | GROS JEAN Elisabeth Suzanne Emma née le 05/02/1865 à Guebwiller (68) et décédée le 14/11/1888 à Montbéliard (25) |                                  |                                  |                                  |                                  |                                  |                                  |  |  |  |  |  |  |  |  |  |  |  |  |  |  |  |  |  |  |  |  |  |  |
| | | | | Marti Auguste Samuel né le 20/09/1864 à Langenthal                                                                        | Marti Auguste Samuel né le 20/09/1864 à Langenthal                                                                        | Marti Auguste Samuel né le 20/09/1864 à Langenthal | Marti Auguste Samuel né le 20/09/1864 à Langenthal | Marti Auguste Samuel né le 20/09/1864 à Langenthal | Marti Auguste Samuel né le 20/09/1864 à Langenthal | | | | | | |  |  |  |  |  |  | | | | | GROS JEAN Elisabeth Suzanne Emma née le 05/02/1865 à Guebwiller (68) et décédée le 14/11/1888 à Montbéliard (25) | GROS JEAN Elisabeth Suzanne Emma née le 05/02/1865 à Guebwiller (68) et décédée le 14/11/1888 à Montbéliard (25) | GROS JEAN Elisabeth Suzanne Emma née le 05/02/1865 à Guebwiller (68) et décédée le 14/11/1888 à Montbéliard (25) | GROS JEAN Elisabeth Suzanne Emma née le 05/02/1865 à Guebwiller (68) et décédée le 14/11/1888 à Montbéliard (25) | GROS JEAN Elisabeth Suzanne Emma née le 05/02/1865 à Guebwiller (68) et décédée le 14/11/1888 à Montbéliard (25) | GROS JEAN Elisabeth Suzanne Emma née le 05/02/1865 à Guebwiller (68) et décédée le 14/11/1888 à Montbéliard (25) |                                  |                                  |                                  |                                  |                                  |                                  |  |  |  |  |  |  |  |  |  |  |  |  |  |  |  |  |  |  |  |  |  |  |
| | | | | | |                                                    |                                                    |                                                    |                                                    | | | | | | |  |  |  |  |  |  | | | | | | | | | | |                                  |                                  |                                  |                                  |                                  |                                  |  |  |  |  |  |  |  |  |  |  |  |  |  |  |  |  |  |  |  |  |  |  |
| | | | | | |                                                    |                                                    |                                                    |                                                    | | | MARTI Pierre Auguste Daniel né le 26/04/1891 à Montbéliard, marié le 23/12/1968 à Valentigney et décédé le 05/12/1968 à Toulon. Hydrographe | | | |  |  |  |  |  |  | | | | | | | | | | |                                  |                                  |                                  |                                  |                                  |                                  |  |  |  |  |  |  |  |  |  |  |  |  |  |  |  |  |  |  |  |  |  |  |

Auguste Samuel Marti était le fils de Samuel Marti (1811-1869) né en suisse, qui vint s’installer à Montbéliard en 1830. En 1832, Samuel Marti père s’associe avec M. Boilloux et Mozer pour gérer une usine de mouvements de pendule et en 1841, il devint seul propriétaire de la fabrique qui se trouvait Porte d’Héricourt à Montbéliard (c’était jadis le moulin de la Rigole, ancien nom du cours d’eau, la Mouche.
Auguste Samuel Marti, né en 1864, fut élève de l’École polytechnique (promotion 1884) et reprit la succession de son père. S’impliquant beaucoup dans la vie de la cité, il entra au conseil Municipal de Montbéliard et devint Maire de la ville du 17 mai 1896 au 19 mai 1997. Son deuxième fils, Pierre Marti (1891-1938), après avoir étudié polytechnique, entra dans la Marine en 1913 comme ingénieur hydrographe. Il fut l’inventeur du procédé et du dispositif pour le sondage acoustique en mer dont le sonar est le descendant.
Auguste Samuel Marti réalisa un herbier de très belle qualité mais aussi de grande valeur botanique. Les récoltes sur le pays de Montbéliard s’échelonnent de 1915 à 1938 ; la très grande majorité des plantes provient de Montbéliard et de Pontarlier. Cet herbier est complété par le don du Docteur MAYET de Lyon (1892-1896) et par différents échantillons apportés par ses trois fils André (Savoie à partir de 1917), Pierre (Var et Bouches-du-Rhône, à partir de 1921 et Algérie en 1923) et Jacques (Zermatt et Vallée d’Osseau, en 1927). Cet herbier riche de 1691 plantes, dont 818 de Franche-Comté et 625 de Montbéliard même, se trouve aujourd’hui dans le centre de conservation du Muséum Cuvier.
La famille MARTI, outre le don de cet herbier, a aussi remis à la Ville de Montbéliard une collection d’oiseaux naturalisés. Pierre Marti s’est marié le 25 septembre 1922, à Valentigney avec Catherine DUVERNOY fille du docteur Marcel DUVERNOY et Marthe PEUGEOT.

## Carrière socioprofessionnelle

### Formation
Fils de polytechnicien, il entra lui-même à l'École polytechnique en 1911 et, à sa sortie en 1913, il fut admis dans le Corps des ingénieurs hydrographes de la marine. Embarqué à bord du croiseur Duguay-Trouin, école d'application des élèves officiers de Marine, il y fit son apprentissage de marin. Il participa ensuite, durant quelques mois, à des travaux hydrographiques sur les côtes du Cotentin à bord de l'Utile. Pendant sa carrière professionnelle, il fut promu ingénieur de seconde classe en 1915, ingénieur principal en 1927 et ingénieur en chef de seconde classe en 1935. En 1936, pendant la période où la chaire d’océanographie physique de l’institut océanographique n’avait plus de titulaire, il fut professeur de trois matières dans cet institut. Il enseigna comme sujets : la mesure de la pesanteur en mer et l’étude de l’onde acoustique sous-marine et de ses applications à l’exploration en mer.

### Carrière militaire
Pierre Marti fut détaché aux armées et affecté au Régiment de canonniers marins ; il s'y distingua aussitôt. Rien ne donne mieux une idée de son caractère que les notes dont il fut l'objet en février 1915, de la part du capitaine du vaisseau Amet, qui commandait le régiment.
Durant le temps qu'il passa aux armées, Pierre Marti prit une part importante à la rédaction du manuel de l'officier orienteur, ouvrage qui exposait les méthodes de préparation topographique du tir, telles qu'elles résultaient des enseignements de la Guerre de 1914-1918. À la même époque il aida l'ingénieur hydrographe en chef Cot à mettre au point un appareil de photo-restitution. Mais il s'intéressa particulièrement aux repérages par le son, et c'est ainsi qu'il se trouva orienté dès le début de sa carrière vers l'utilisation de la durée de propagation d'une onde sonore pour la mesure des distances.

## Travail scientifique
Après la fin du conflit, les formes de coordination entre le laboratoire et la mer vont considérablement évoluer. Ces transformations tiennent en partie aux nouvelles technologies grâce aux innovateurs.
À Toulon, Pierre Marti rencontre Langevin et Florisson, un ingénieur du centre d’étude. Ensemble, ils décident d’améliorer la technique du sondage pour les relevés hydrographiques. Leurs travaux commencent en 1919 et le 21 avril, ils réussissent par exécuter, à l’entrée de la Manche, un premier sondage par le son. Leur collaboration mène à l’installation, en février 1922, d’un prototype sur l’aviso Ville d'Ys, qui part pour une mission d’hydrographie entre Terre-Neuve et l’Islande. Le sondeur ultrasonore et finalement breveté par Langevin et Florisson en décembre 1923 et mis en service par la marine nationale en mai 1924.

### Méthode de sondage
Pour les sondages, il utilisa d’une part les ondes ultrasonores produites à l’aide d’un quartz, par les procédés Langevin-Chilowski ; d’autre part les ondes acoustiques produites soit par la pénétration d’une balle de fusil sur la surface de l’eau, soit par la détonation d’une cartouche immergée, soit par le choc d’un marteau sur une enclume. Peu après, il conçut un dispositif permettent l’inscription de chaque sondage sur la bande d’un enregistreur qui donne le profil du relief sous-marins. Par ailleurs, Pierre Marti apporta un perfectionnement à la technique du sondage usuel par petites profondeurs, en remplaçant le plomb de sonde ordinaire par un autre de forme particulière, dit « plomb-poisson »,.
En parallèle, il travaillait à la mise au point d’un marégraphe à mercure et à air comprimé (un marégraphe est un instrument permettant de mesurer le niveau de la mer à un endroit donné) et ne cessa de modifier et d’améliorer les dispositifs d’émissions d’ondes et d’enregistrement de l’écho.
Lorsque Vening-Meinesz, le célèbre géodésien hollandais, eut fait connaitre sa méthode de détermination de la gravité en mer, à bord d’un sous marin immergé ; la marine française fit exécuter deux croisières gravimétrique, en 1933 à bord du sous-marin Fresnel et en 1936 à bord du sous marin L'Espoir, dans le bassin Ouest de la Méditerranée. Pierre Marti fut chargé de ce travail et exécuta 76 stations en mer entre le détroit de Gibraltar et la Corse.

### Cartographie des fonds marins
En dehors de ses travaux de nature scientifique, Pierre Marti eut une activité hydrographique importante.
Campagnes hydrographiques :
- trois sur les côtes d’Algérie à bord du Beautemps-Beaupré[9]. (1923-1924-1925) ;
- chargé de sondage en Méditerranée (1926-1927) ;
- une campagne hydrographique en Indochine[10] à Kouang-Tchéou-Wan à bord du Lapérouse (1928-1929), en qualité de directeur technique des travaux ;
- deux missions sur les côtes de Bretagne à bord du Gaston Rivier (1930-1931), comme chef de mission ;
- chargé de levé sur les côtes Sud de la France et dans l’estuaire de la Loire (1932-1933-1934),
- embouchure du Rhône en mars 1934 ;
- partie Nord de l’étang de Berre en 1935 ;
- chargé de déterminations gravimétrique en Méditerranée[11]. à bord de sous-marin (1935-1936)

## Récompenses et œuvres

### Œuvres
Durant le temps qu'il passa aux armées, Pierre Marti prit part à la rédaction du Manuel de l'orienteur, ouvrage qui exposait les méthodes topographiques du tir, telles que durant la guerre de 1914-1918.
Mise au point d'un appareil de photo-restitution avec l'aide de l'ingénieur hydrographe en chef Cot.
Il apporta un soutien important pour le perfectionnement pour la technique du sondage usuel par petites profondeurs.

### Récompenses
- Nommé chevalier de la Légion d'honneur (le 17 janvier 1917 à l'âge de 26 ans).
- Peu après décoré de la Croix de guerre.
- Chevalier du Mérite Maritime.
- Décorations coloniales.
- Lauréat de l'institut.
- Prix de la Marine.
- Officier de l'Instruction publique.
- La rosette d'Officier de la Légion d'honneur (en 1926, âgé de 35 ans).